# Evonne Goolagong
Evonne Fay Goolagong Cawley, avstralska tenisačica, * 31. julij 1951, Griffith, Novi Južni Wales, Avstralija.
Evonne Goolagong je nekdanja številka ena na ženski teniški lestvici in zmagovalka sedmih turnirjev za Grand Slam, še enajstkrat pa je zaigrala v finalih. Štirikrat je osvojila turnir za Odprto prvenstvo Avstralije, dvakrat Odprto prvenstvo Anglije, enkrat Odprto prvenstvo Francije, na turnirjih za Odprto prvenstvo ZDA pa se ji je štirikrat uspelo uvrstiti v finale. Billie Jean King jo je premagala v vseh štirih finalih, Margaret Court v treh od štirih, Chris Evert pa v treh od petih. Na turnirjih za Odprto prvenstvo Avstralije je postavila več rekordov, šestkrat zapored se uvrstila v finale, kar je kasneje izenačila Martina Hingis, dosegla ti zaporedne zmage, kar je uspelo še štirim tenisačicam, in se skupno sedemkrat uvrstila v finale. Ob tem je osvojila še šest turnirjev za Grand Slam med mešanimi in enega med ženskimi dvojicami. Leta 1976 je bil dva tedna vodilna na ženski teniški lestvici, toda zaradi računalniške napake to tedaj ni bilo znano. Odkrito je bilo šele decembra 2007. S tem je po 31-ih letih znano, da je bila kot šestnajsta tenisačica po vrsti na vrhu lestvice WTA. Leta 1988 je bila sprejeta v Mednarodni teniški hram slavnih.

## Finali Grand Slamov (18)

### Zmage (7)
| Leto    | Turnir                          | Nasprotnica v finalu | Rezultat finala  |
| 1971    | Odprto prvenstvo Francije       | Helen Gourlay        | 6–3, 7–5         |
| 1971    | Odprto prvenstvo Anglije        | Margaret Court       | 6–4, 6–1         |
| 1974    | Odprto prvenstvo Avstralije     | Chris Evert          | 7–6(5), 4–6, 6–0 |
| 1975    | Odprto prvenstvo Avstralije (2) | Martina Navrátilová  | 6–3, 6–2         |
| 1976    | Odprto prvenstvo Avstralije (3) | Renáta Tomanová      | 6–2, 6–2         |
| 1977dec | Odprto prvenstvo Avstralije (4) | Helen Gourlay Cawley | 6–3, 6–0         |
| 1980    | Odprto prvenstvo Anglije (2)    | Chris Evert          | 6–1, 7–6(4)      |

### Porazi (11)
| Leto | Turnir                      | Nasprotnica v finalu | Rezultat finala  |
| 1971 | Odprto prvenstvo Avstralije | Margaret Court       | 2–6, 7–6(0), 7–5 |
| 1972 | Odprto prvenstvo Avstralije | Virginia Wade        | 6–4, 6–4         |
| 1972 | Odprto prvenstvo Francije   | Billie Jean King     | 6–3, 6–3         |
| 1972 | Odprto prvenstvo Anglije    | Billie Jean King     | 6–3, 6–3         |
| 1973 | Odprto prvenstvo Avstralije | Margaret Court       | 6–4, 7–5         |
| 1973 | Odprto prvenstvo ZDA        | Margaret Court       | 7–6(2), 5–7, 6–2 |
| 1974 | Odprto prvenstvo ZDA        | Billie Jean King     | 3–6, 6–3, 7–5    |
| 1975 | Odprto prvenstvo Anglije    | Billie Jean King     | 6–0, 6–1         |
| 1975 | Odprto prvenstvo ZDA        | Chris Evert          | 5–7, 6–4, 6–2    |
| 1976 | Odprto prvenstvo Anglije    | Chris Evert          | 6–3, 4–6, 8–6    |
| 1976 | Odprto prvenstvo ZDA        | Chris Evert          | 6–3, 6–0         |